# マインドシーカー
『マインドシーカー』は、1989年4月18日にナムコより発売されたファミリーコンピュータ用ゲームソフト。

## 概要
本作は、「ファミコンを通じて超能力を開発する」というテーマのコマンド選択式のアドベンチャーゲームである。
主な内容は、サイキックスクールで基本トレーニングおよびスクール卒業試験をエスパーキヨタ（清田益章）の指示をこなして行く前半パートと、サイキックシティーの中でイベントをこなしつつエスパー能力を磨いていく後半パートの2種類に分かれる。用意されたミニゲームをクリアしてゲームを進めていき、最終的にエスパーキヨタに会えればゲームクリアとなる。

## ゲーム内容
トレーニング、卒業試験、その他の各種イベントは全て「透視」「念力」「予知」の3種類のミニゲームが用意されている。
透視
裏向きに提示されたカードの表面の絵柄、箱に隠された物品の種類などを透視して当てる。全て5択問題になっている。
念力
スプーン曲げや花のつぼみを開花させる、物体を移動させるなど。物体をテレポートさせたり全く別の場所から取り寄せるというイベントもある。Aボタンを10回ないし20回念じながら押し、「成功」と判定された回数が所定の回数を超えていれば成功とされる。
予知
どのランプがこれから光るか、次に道路を通る車の色は何か、などを予知して当てる。全て5択問題になっている。
「透視」と「予知」は提示されるお題としては、プレイヤー自身の各能力（透視や予知）が要求されるものであるが、ゲーム的にはどちらもただの5択問題であり、ほぼ運要素のみで構成されたゲームとなっている。内部プログラムでは「選択肢が提示された時点で答えが決定している（透視）か、選択肢を選んでAボタンを押した時に初めて正解が決まる（予知）か」と言う違いが存在するが、普通にプレイしている分にはこの違いが分かることは無い。
ゲーム後半のサイキックシティーでのみ、「サイレベル」「サイポイント」の2つのパラメータが存在する。イベントを成功させるとサイポイントを獲得でき、これが一定まで溜まるとサイレベルが上昇する。本作のレベルはゲームの進行度を表すものに近く、ゲームの目的もこのサイレベルを上げていくことであり、サイレベルが最大まで上がると最終イベントが開始される。最終イベントをクリアできる確率はあるプレーヤーの計算によると0.35%であり、これは195回試行してやっと50%の確率でクリアできるというものである。

## スタッフ
- 監修：清田益章
- 企画：鈴木浩司
- プロデューサー：岩谷徹

## その他
本作の発売前には、当時発売のゲーム誌のファミコン通信と、ゲームビデオマガジンのGTV (ビデオマガジン)との連動企画でソフト紹介の特集が組まれた。GTV第15号では、清田益章本人が出演してゲーム内容を自ら説明紹介し、スプーン曲げや念写などといった超能力も編集無しで披露した。最後にはビデオの視聴者に向けてある図形をテレパシーを送るという実験を行い、これは「エスパープレゼント」という企画になり正解者全員に認定証テレカがプレゼントされた。ちなみにこの時に清田がテレパシーで送った図形とは、あるファミコンのキャラクターだった。
ちなみに本作の開発中のタイトルは『超能力ピープル』である。雑誌等のメディア上で最初に発売がアナウンスされた時はこの名称で紹介されていた。　

## 評価
- ゲーム誌『ファミコン通信』の「クロスレビュー」では、6・7・6・6の合計25点（満40点）となっており[8][5]、レビュアーの意見としては、「何回もやる気はしない」、「精神を集中しても、根っからのゲーム野郎である私は疑いの気持ちが先に立っちゃうので、さっぱり当たらない」などと評されている[8]。
- ゲーム誌『ファミリーコンピュータMagazine』の読者投票による「ゲーム通信簿」での評価は以下の通りとなっており、16.93点（満30点）となっている[1]。

| 項目 | キャラクタ | 音楽 | 操作性 | 熱中度 | お買得度 | オリジナリティ | 総合  |
| 得点 | 2.73       | 2.65 | 2.76   | 2.75   | 2.43     | 3.61           | 16.93 |
- ゲーム本『悪趣味ゲーム紀行』（1999年、マイクロデザイン出版局）では、「瞑想訓練画面でリラックスさせるためのBGMが、音楽について文句つける気はないんですが、あのファミコンの突き刺さるようなPSG音源が僕の神経を逆なでします」、「このソフトに登場する念力に関する訓練が、すべて念じながらボタンを押せばサイキックパワーで画面に変化が現われるという仕組みなのですが、いったいどういう理屈なのでしょう」、「一体このソフトは誰がデバッグしたんでしょう?」「ま、清田くんは当然クリアーしたんでしょうから」と評している[6]。
- ゲーム誌『ユーゲー』では、「一、二を争う怪作」、「ラストはエスパーキヨタ氏の試練をひたすらクリアするらしいが、かなりの低確率でしか成功しない様子。超能力うんぬんというより、密教の荒行である」、「無事クリアできたら、超能力はともかく、忍耐力は身につきそうではあった」と評している[7]。